# Stanisław Żółkiewski

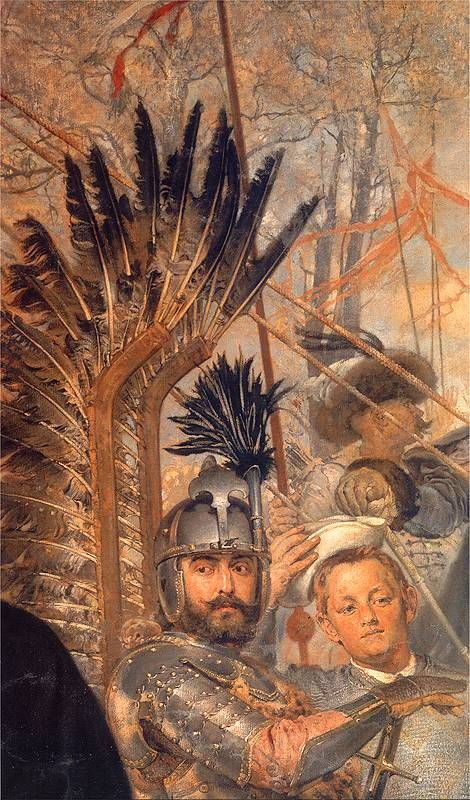
Stanisław Żółkiewski y Baltazar Batory en la Batalla de Psków.

Stanisław Żółkiewski (Turynka, cerca de Leópolis, Reino de Polonia, 1547-Batalla de Cecora, cerca de Iași, Moldavia, 7 de octubre de 1620) fue un noble polaco, magnate y comandante militar que tomó parte en numerosas campañas en Polonia, en las fronteras oriental y meridional. Fue el bisabuelo de Jan III Sobieski rey de Polonia.
Ocupó varios puestos en la administración de la Mancomunidad de Polonia-Lituania, incluyendo el de castellano de Leópolis (desde 1590), vaivoda del Voivodato de Kijów y Gran canciller de la Corona desde 1618. En 1588 fue ascendido a hetman de Campo de la Corona en premio por la victoria de la batalla en Byzcyna; y fue promovido en 1613 a Gran Hetman de la Corona. Durante su vida cosechó victorias en sus principales campañas militares contra Moscovia, el imperio otomano y los tártaros. Fue el primer invasor polaco de Rusia que puso sitio a Moscú y el único en capturar la capital de ese país.

## Biografía
Żółkiewski fue a la escuela en Lwów, recibió una buena educación y hablaba idiomas extranjeros. Fue secretario del rey Esteban I Báthory. Fue miembro de la corte de Segismundo II en 1566. En 1573, fue enviado a Francia como parte del cuerpo diplomático ante Enrique de Valois. Participó en la batalla de Gdańsk en las proximidades de Lubieszów en 1577, y dos años después en Moscú en las campañas de Bathory que duraron hasta 1581. Resultó herido en una pierna en 1588 en la batalla que llevó a cabo Maximiliano III de Habsburgo en las proximidades de Byczyna. Tras la victoria  fue ascendido a hetman de La Corona. Entre 1594 y 1596, derrotó la revuelta cosaca de Nalyvaiko. La victoria obtenida en 1600 en la batalla de Ploiești facilitó la subida al trono válaco de Simeón Movilă. En la Guerra de Livonia derrotó en 1602 a las tropas suecas en la batalla de Reval y más tarde, a los tártaros de Crimea en Udycz (1606).
El 5 de julio de 1607 aplacó la rebelión de Zebrzydowski en la batalla de Guzów contra Segismundo III, la intervención evitó una guerra civil. Dos años después participaba en el sitio de Smolensk. El 4 de julio de 1610 alcanzó otra victoria brillante en la batalla de Klúshino contra Moscovia donde se enfrentó con un reducido grupo de húsares a las tropas suecas y rusas con siete veces más unidades en sus tropas que las polacas. Después de esta sometió a asedio a Moscú en 1611 y capturó al zar Basilio IV durante las Dimitríadas. Apoyó la elección de Vladislao IV Vasa como zar y la idea de una unión personal liberal entre la Mancomunidad y Moscovia.
Desde 1612 fue profesor y tutor de Estanislao Koniecpolski, futuro hetman y comandante militar. [cita requerida] Entre 1612 y 1617 encabezó campañas militares en Moldavia (Guerras de los Magnates de Moldavia) y Ucrania,  estuvo al frente de la lucha contra las invasiones turcas, las de los tártaros y los cosacos. Logró la firma de un tratado en Busha con los turcos por el que se les devolvió una zona rural del Danubio. Tras las campañas fue nombrado en 1618 Gran Hetman de la Corona y en 1619 canciller. Ese año se enfrentó en la batalla de Orynin a los ataques de los tártaros en Podolia y Volinia durante las Guerras de los Magnates de Moldavia.
En septiembre de 1620, durante la guerra polaco-otomana de 1620-1621, frenó con éxito a los turcos y los tártaros de Iskander Pasha en la batalla de Cecora en las inmediaciones del río Prut. Falleció el 7 de octubre de 1620 en la estepa del Dniester durante la retirada polaca al negarse a abandonar el campo de batalla. Tras la batalla, su cuerpo fue profanado, su cabeza cortada y enviada a Constantinopla como trofeo de guerra. Regina su viuda la compró más tarde.
Del matrimonio con Regina tuvo un hijo Jan, que falleció en 1623 por las heridas que sufrió en la batalla de Cecora; y dos hijas Katarzyna y Zofia casada con Jan Daniłowicz padres Jacobo Sobieski. Su bisnieto  fue Jan III Sobieski rey de Polonia y fundador de la población de Żółkiew. Su cuerpo fue enterrado en la Catedral de San Lorenzo en Żółkiew, (la actual Zhovka, en Ucrania). Las pertenencias de Żółkiewski, incluyendo el castillo de Żółkiew, con el tiempo fueron heredadas por su nieto Jacobo Sobieski.

## En el arte
El pintor polaco Wojciech Kossak realizó un óleo en 1936 donde representó a Stanisław Żółkiewski en compañía de un número de húsares. El cuadro El hetman Żółkiewski con sus húsares alados se conserva en el Museo Nacional de Varsovia –Muzeum Narodowe Warszawie– .

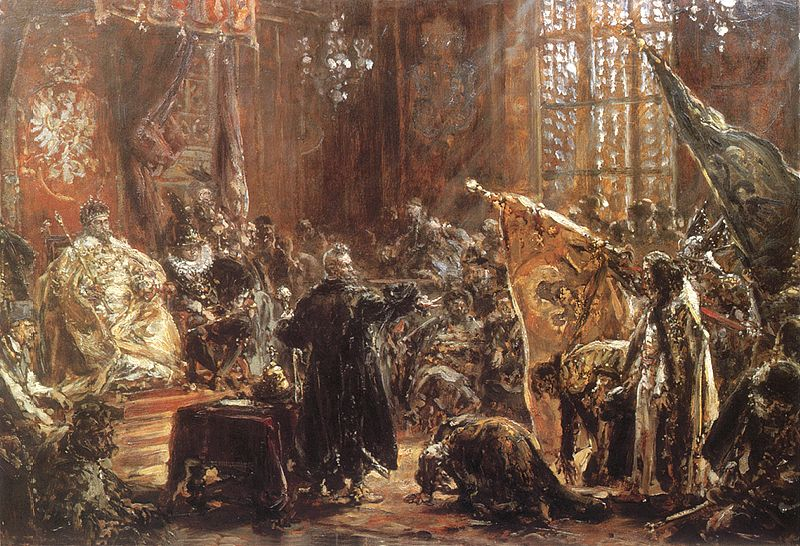
Żółkiewski obliga a arrodillarse al Zar ruso Basilio IV ante el rey polaco Segismundo III Vasa en el Sejm el 29 de octubre de 1611. Obra de Jan Matejko

## Obras
- Początek i progres wojny moskiewskiej (Sobre el principio y el final de la guerra moscovita, también conocida como Inicio y progreso de la guerra de Moscovia) - memorias describiendo sus campañas y actividad diplomática, escritas en tercera persona, es un relato conciso de la Guerra polaco-rusa (1605-1618).